# Nanking
Nanking ( výslovnost, čínsky pchin-jinem Nánjīng, znaky zjednodušené 南京, česky Nan-ťing) je hlavní město čínské provincie Ťiang-su. Svou historií a kulturou patří mezi význačná čínská města. Během několika historických období sloužilo jako hlavní město Číny.
Město leží na dolním toku Jang-c’-ťiang. Žije v něm více než devět milionů lidí. Díky umístění v oblasti říční delty řeky Jang-c’ získal Nanking prominentní místo v historii a kultuře Číny, sloužil jako hlavní město různých čínských dynastií, království a vlád od starověku až po moderní dobu. A tak se stal po dlouhou dobu také hlavním centrem kultury, vzdělávání, výzkumu, politiky, ekonomiky, dopravních sítí a cestovního ruchu, který je dnes také největším vnitrozemským přístavem v Číně a zároveň jedním z největších na světě. Nanking se může mimo jiné pochlubit mnoha univerzitami a výzkumnými ústavy, které zde mají dlouhou historii.

## Historické hlavní město
Nanking, jedno z nejdůležitějších měst v dějinách čínského národa, je uznáván jako jedno ze čtyř velkých starobylých měst Číny (spolu s Pekingem, Luo-jangem a Si-anem). Jako hlavní město sloužil za dynastií Čou (1050 - 221 př. n. l.), Tří království (222 – 280 n. l.), Východních Ťin (317 – 420 n. l.) i Jižních dynastií (420 - 589), Jižní Tchang (937 – 975 n. l.), Ming (1368 – 1644) a také za Čínské republiky (1927–37, 1946–49) před svým odsunem na Tchaj-wan během čínské války. Město také sloužilo jako sídlo rebelského Tchaj-pching tchien-kuo (Nebeská říše velkého míru 1853–64) a japonského loutkového režimu Wang Ťing-wej (1940–45) během čínsko-japonské války. V obou konfliktech utrpělo město kruté rány, včetně nankingského masakru.
Od založení Čínské lidové republiky slouží Nanking jako hlavní město provincie Ťiang-su. Může se pochlubit mnoha důležitými památkami, včetně Prezidentského paláce (Cung-tchung fu) a Sunjatsenova mauzolea (Čung-šan ling). Turisticky vyhledávána jsou zde místa, jako je Konfuciův chrám (Fu-c‘ miao), Mingský palác neboli „Nankingské Zakázané město“ (Ming Ku-kung), Mingské hrobky (Ming Siao-ling) a Brána Čung-chua (Čung-chua men). Mezi klíčová kulturní zařízení patří Nankingské muzeum (Nan-ťing po-wu-kuan), Nankingská knihovna (Nan-ťing tchu-šu kuan) nebo Nankingské muzeum umění. 

## Názvy
Město mělo několik různých jmen, přičemž některá historická jména jsou nyní používána jako jména městských okresů. Jedno z nejstarších je jméno Ťiang-ning (čínsky: 江寧, pinyin: Jiangning), jehož první znak Ťiang (江 – odkazuje k řece „Jang-c’-ťiang“) je zároveň první částí z názvu provincie Ťiang-su, a druhý znak Ning (寧, zjednodušená forma 宁 – znamená v překladu „klid“) je dnešní zkratka pro Nanking. 
V dobách, kdy bylo hlavním městem státu, byl běžně používán pro Nanking název Ťing (京 – s významem „hlavní město“), například v období Čínské republiky, zatímco staré jméno bylo používané během období Válčících států a období dynastie Čou. V současnosti se Nanking také někdy přezdívá jménem Ťin-ling (čínsky: 金陵, pinyin: Jinling – v překladu „zlatý kopec”) nebo Š‘-čcheng (čínsky: 石城, pinyin: Shicheng – v překladu „kamenné město”).   
Dalšími staršími názvy města jsou Mo-ling (čínsky: 秣陵, pinyin: Moling – v překladu „kopec napajedel”), Ťin-ling (čínsky: 金陵, pinyin: Jinling – v překladu „zlatý kopec”), Ťien-je (čínsky: 建业, pinyin: Jianye – v překladu „postavený průmysl”), Ťien-kchang (čínsky: 建康, pinyin: Jiankang – v překladu „vybudovaná hojnost”), Šeng-čou (čínsky: 升州, pinyin: Shengzhou – v překladu „pozvednuté místo”), Ťiang-čou (čínsky: 蒋州, pinyin: Jiangzhou – v překladu „Čankajškova oblast”), Ťi-čching (čínsky: 集庆, pinyin: Jiqing – v překladu „řada oslav”), Jing-tchien (čínsky: 应天, pinyin: Yingtian – v překladu „odpovídající nebesům”), Ťiang-ning (čínsky: 江寧, pinyin: Jiangning – v překladu „poklidná řeka”). Jméno Nanking, které znamená „Jižní hlavní město” (南 – „jih“; 京 – „hlavní město“), bylo oficiálně zavedené během dynastie Ming.  

## Doprava
Přibližně pětačtyřicet kilometrů jižně od centra leží mezinárodní letiště Nanking Lu-kchou, jedno z dvacítky nejrušnějších letišť v Čínské lidové republice.
Nejvýznamnějším železničním uzlem v Nankingu je Nankingské Jižní nádraží, přes které prochází vysokorychlostní trať Peking – Šanghaj a končí zde vysokorychlostní tratě Šanghaj – Nanking, Nanking – Chang-čou a Nanking – An-čching. Na starším Nankingském nádraží, přes které vede vysokorychlostní trať Šanghaj – Nanking, je možné přestoupit také na železniční trať Peking – Šanghaj.
Nejvýznamnější stavbou místní městské hromadné dopravy je nankingské metro.

## Administrativní členění
Subprovinční město Nanking se člení na jedenáct celků okresní úrovně, a sice jedenáct městských obvodů. Šest z nich – Čchi-sia, Čchin-chuaj, Jü-chua-tchaj, Ku-lou, Süan-wu a Ťien-jie – tvoří vlastní město, ostatních pět – Kao-čchun, Li-šuej, Lu-che, Pchu-kchou a Ťiang-ning – jsou satelitní města v širším okolí. 
| Mapa | Název        | Název     | Počet obyvatel (2010) | Počet obyvatel (2020) | Rozloha km² (2020) | Hustota zalidnění (2020) |
| Mapa | český přepis | znaky     | Počet obyvatel (2010) | Počet obyvatel (2020) | Rozloha km² (2020) | Hustota zalidnění (2020) |
| --- | ------------ | --------- | --------------------- | --------------------- | ------------------ | ------------------------ |
| 1 2 3 4 Pchu-kchou Čchi-sia Jü-chua-tchaj Ťiang-ning Lu-che Li-šuej Kao-čchun 1. Süan-wu 2. Čchin-chuaj 3. Ťien-jie 4. Ku-lou |              |           |                       |                       |                    |                          |
| Městské obvody |              |           |                       |                       |                    |                          |
| Süan-wu | 玄武区       | 651 957   | 537 825               | 75                    | 7 151              |                          |
| Čchin-chuaj | 秦淮区       | 1 007 992 | 740 809               | 49                    | 15 072             |                          |
| Ťien-jie | 建邺区       | 427 089   | 534 257               | 81                    | 6 601              |                          |
| Ku-lou | 鼓楼区       | 1 271 191 | 940 387               | 54                    | 17 457             |                          |
| Čchi-sia | 栖霞区       | 664 503   | 987 835               | 390                   | 2 533              |                          |
| Jü-chua-tchaj | 雨花台区     | 391 285   | 608 780               | 133                   | 4 570              |                          |
| Pchu-kchou | 浦口区       | 1 171 603 | 651 957               | 903                   | 1 298              |                          |
| Ťiang-ning | 江宁区       | 1 145 628 | 1 926 117             | 1 564                 | 1 232              |                          |
| Lu-che | 六合区       | 915 845   | 946 563               | 1 481                 | 639                |                          |
| Li-šuej | 溧水区       | 421 323   | 491 336               | 1 068                 | 460                |                          |
| Kao-čchun | 高淳区       | 417 129   | 429 173               | 792                   | 527                |                          |
| |              |           |                       |                       |                    |                          |
| Celkem | Celkem       | 8 004 680 | 9 314 685             | 6 590                 | 1 413              |                          |

## Školství
Ve městě sídlí dvě státní univerzity: Nankingská univerzita a Jihovýchodní univerzita.

## Sport
- Letní olympijské hry mládeže 2014

## Partnerská města
V současnosti má město partnerství s patnácti městy nebo regiony:
- Alsasko, Francie
- Barranquilla, Kolumbie
- Bloemfontein, JAR
- Eindhoven, Nizozemsko
- Florencie, Itálie
- Hauts-de-Seine, Francie
- Houston, USA
- Lipsko, Německo
- Lemesos, Kypr
- London (Ontario), Kanada
- Mexicali, Mexiko
- Nagoja, Japonsko
- Perth, Austrálie
- St. Louis, USA
- Tedžon, Jižní Korea